# Vararo
Vararo (Varée in dialetto varesotto) è una frazione del comune di Cittiglio, in provincia di Varese, situata a 725 m s.l.m.
Un tempo comune autonomo, venne annesso al comune di Cittiglio nel 1927 (R.D. 12 agosto 1927, n. 2443).

## Storia

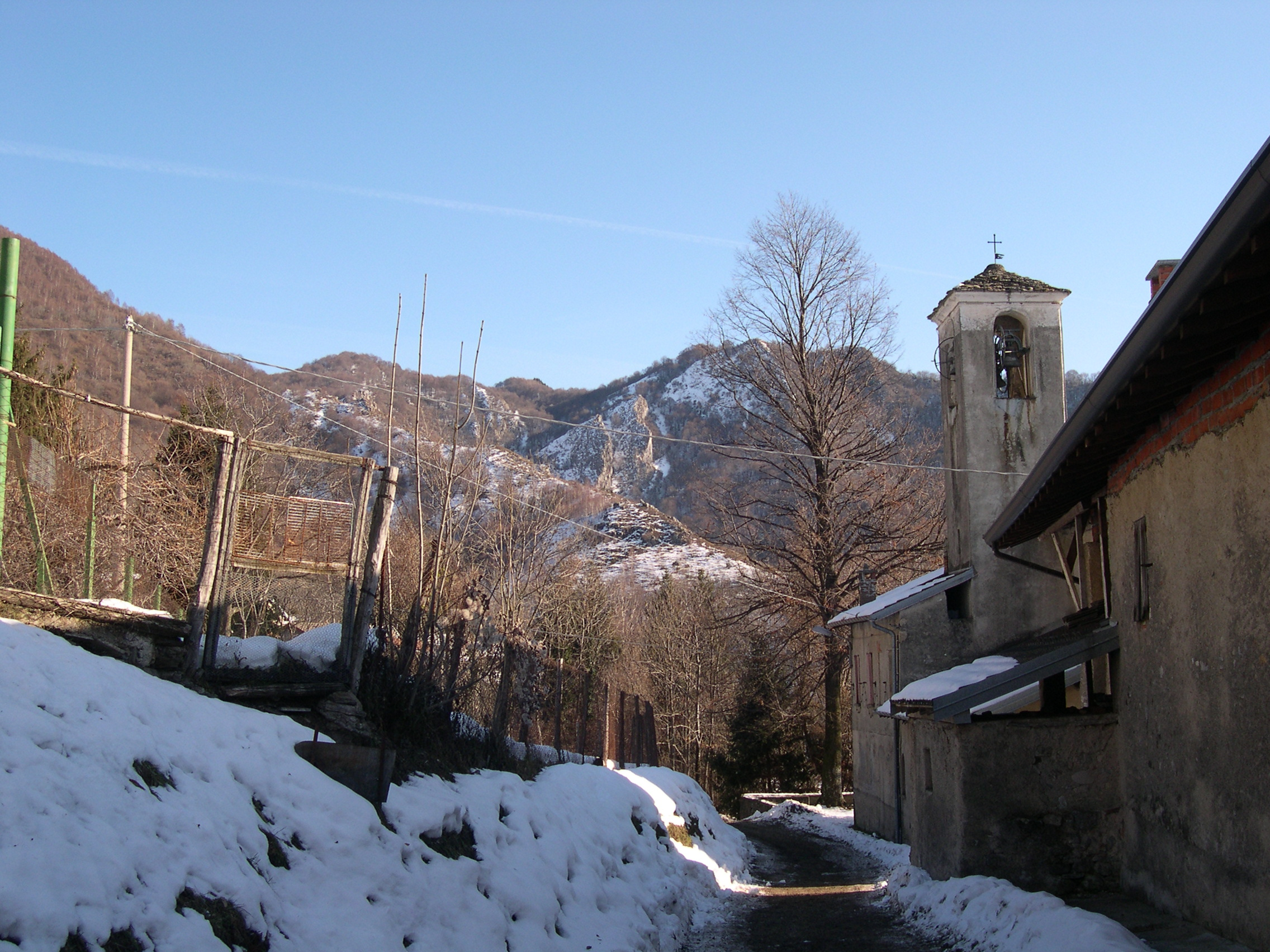
Il campanile della chiesa di San Bernardo

Registrato agli atti del 1751 come un borgo di 115 abitanti, nel 1786 Vararo entrò per un quinquennio a far parte dell'effimera Provincia di Varese, per poi cambiare continuamente i riferimenti amministrativi nel 1791, nel 1798 e nel 1799. Alla proclamazione del Regno d'Italia nel 1805 risultava avere 179 abitanti. Nel 1809 il municipio fu soppresso su risultanza di un regio decreto di Napoleone che lo annesse a Brenta, per poi passare sotto Laveno nel 1812. Il Comune di Vararo fu poi ripristinato con il ritorno degli austriaci. L'abitato crebbe poi lentamente, tanto che nel 1853 risultò essere popolato da 235 anime, salite a 293 nel 1871. Il processo si invertì però alla fine del XIX secolo a causa della mancata industrializzazione della montagna, tanto che nel 1921 si registrarono 222 residenti. Fu così che nel 1927 il fascismo decise la definitiva soppressione del comune, unendolo a Cittiglio.